# 성경모
성경모(1980년 6월 26일 ~ )는 대한민국 출신의 전 프로축구 선수이다. 포지션은 골키퍼였다.

## 클럽 경력
2003년에 전북 현대 모터스에 입단하면서 프로 무대를 밟았지만 정규 경기에는 한 경기도 출장하지 못하고 2005년, 인천 유나이티드 FC로 이적하였다. 인천 유나이티드에서는 김이섭과 주전 경쟁을 벌이며 2010년까지 정규 리그에서 42경기를 출전하였다. 2010 시즌이 끝난 이후 FA 자격을 얻어 광주 FC로 이적하였으나 2011 시즌 러시앤캐시 리그 컵대회에서 승부조작 혐의가 발각되어 광주에서 방출되었다.
2011년 6월 17일 대한축구협회로부터 영구 제명 처분을 받았다.

## 제명 이후
사회봉사활동의 일환으로 2011년 10월, 자신의 변론을 맡은 변호사의 조언을 받아 히말라야 등반에 나선 장애인 원정대 자원 봉사에 나섰다.